# Arvid Ahlberg
Arvid Magnus Ahlberg, född den 23 december 1851 i Karlskrona stadsförsamling, Blekinge län, död den 19 december 1932 i Öckerö församling, Göteborgs och Bohus län, var en svensk målare. 
Fadern Axel Ahlberg var läkare till sjöss. Han var gift med Anna Jonita Lönstedt. 
Ahlberg studerade vid Teknologiska institutet, varefter han utnämndes till löjtnant vid Flottans ingenjörskår. Senare anträdde han konstnärsbanan och studerade måleri för Axel Nordgren i Düsseldorf på 1850-talet. Han medverkade i Göteborgsutställningen 1891. Ahlberg är känd för sina marinmålningar med fartygsmotiv. Ahlberg är representerad vid Göteborgs museum  och Norrköpings Konstmuseum.

## Bildgalleri

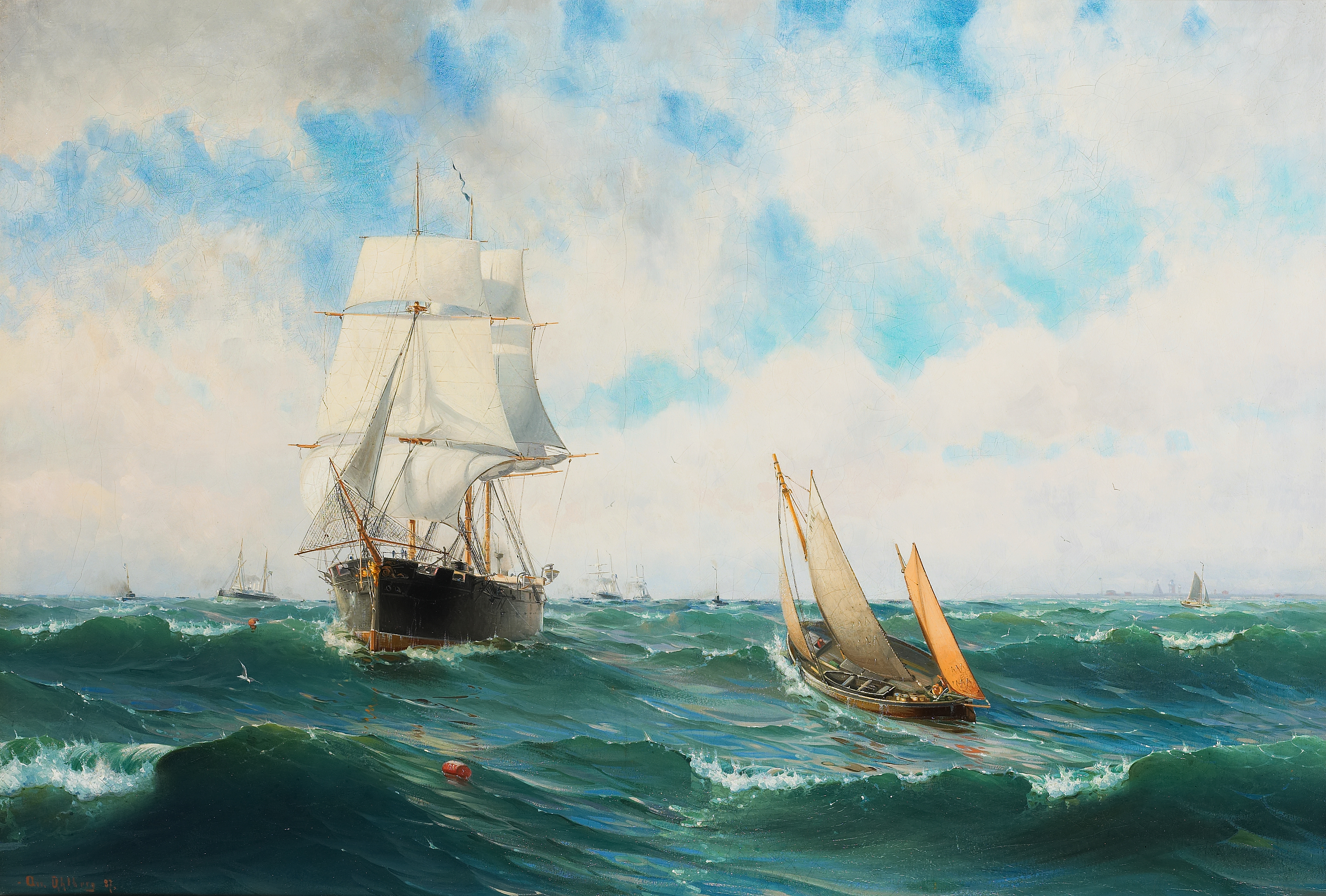
Örlogsskepp vid Vinga (1887)
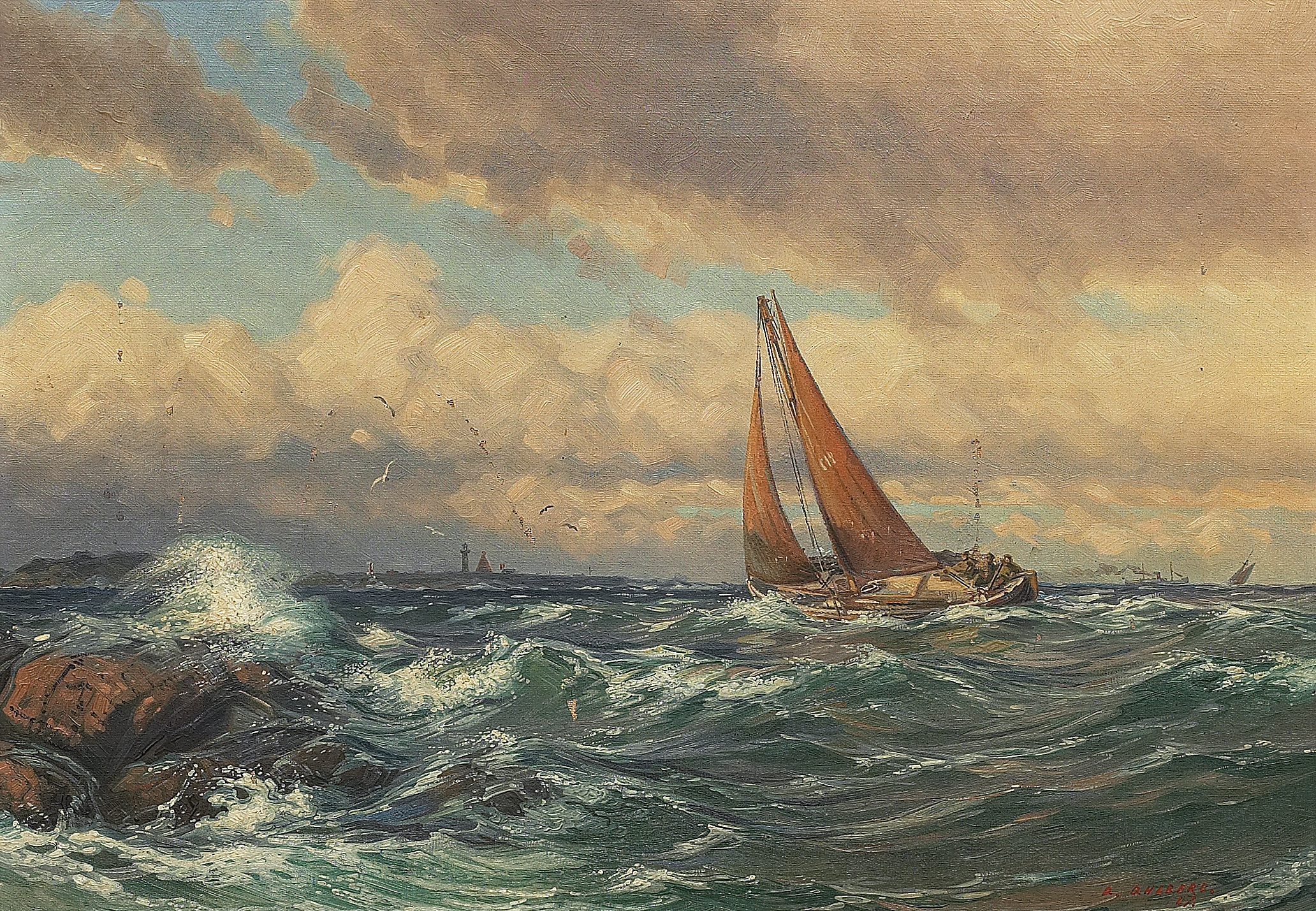
Segelbåtar, västkusten (1907)